# Tảo luyến
Tảo luyến (tiếng Trung: 早恋, tức "yêu sớm") ở Trung Quốc đại lục có nghĩa là "có mối quan hệ lãng mạn hay yêu đương quá sớm" và nó cũng chỉ đến những mối quan hệ lãng mạn thời thanh xuân trước khi bước vào ngưỡng cửa Đại học. Tại Trung Quốc, nhiều phụ huynh và nhà giáo bảo thủ cổ súy nền giáo dục dựa trên thi cử họ nghĩ rằng "tảo luyến" hay "yêu sớm" sẽ gây ra nhiều vấn đề ví dụ như ảnh hưởng đến việc học và điểm số của học sinh, hoặc như những mối quan hệ kiểu này hầu hết cuối cùng đều tan vỡ cả mà thôi.